# Wizard (software)
Een wizard is een interactief computerprogramma dat de gebruiker helpt bij het uitvoeren van een moeilijke taak, zoals het installeren van software. De gebruiker wordt stap voor stap geholpen bij het configureren van de instellingen en ook wordt de gebruiker op de hoogte gehouden van de voortgang, bijvoorbeeld welk percentage van de taak al gedaan is. Een website om online een vliegticket te boeken is een ander voorbeeld van een wizard. 
Het besturingssysteem Microsoft Windows maakt veel gebruik van wizards om een computer te configureren. Een voorbeeld is de "Internet Connection Wizard" die in een computer de netwerkinstellingen configureert door de gebruiker vragen te stellen over de manier van verbinden. 
Het woord wizard werd door Microsoft geïntroduceerd. Bij de vertaling in het Nederlands werd besloten het woord onvertaald te laten. In het Duits wordt een wizard Assistent genoemd, evenals in het Frans, en dit woord treft men dan ook weleens aan in uit het Duits vertaalde literatuur. 
In Mac OS X wordt een wizard ook in het Engels assistant genoemd.